# Ørting Jørgensen
Ørting Jørgensen er en dansk familie, der blandt andet består af brødrene Tim Ørting Jørgensen, Group EVP i Danish Crown, fhv. koncerndirektør i A. P. Møller Maersk og direktør i Danfoss Thomas Ørting Jørgensen, prisvindende sikkerhedschef og fhv. chef hos politiet Troels Ørting Jørgensen og fhv. kontreadmiral og manager Torben Ørting Jørgensen samt deres far fhv. brigadegeneral Per Jacob Jørgensen. 
Usædvanligt er de fem i 2013 alle listet i Kraks Blå Bog.